# The Sims: Erop Uit!
The Sims: Erop Uit! (Engels: The Sims: Bustin' Out) is een simulatiespel uit de De Sims-serie. Het is het tweede spel uit die reeks dat ontwikkeld is voor spelcomputers en is beschikbaar voor PlayStation 2, Xbox, Nintendo GameCube, Game Boy Advance en de N-Gage. 

## Gameplay
Het spel kwam uit in twee verschillende versies.

### Spelcomputer
In de versie voor GameCube, PlayStation 2 en Xbox maakt de speler een virtueel personage aan, een Sim genaamd, en moet hij/zij verschillende opdrachten voltooien. Deze opdrachten vinden plaats op verschillende nieuwe locaties, zoals een dansclub, een laboratorium, een militair hoofdkwartier en een naturistenterrein. De te volbrengen missies hangen af van de werkcarrière die de speler kiest.
In "Vrij Spelen" moet de speler geen scenario volgen en taken of opdrachten voltooien.

#### Online-functionaliteit
Exclusief voor PlayStation 2 was een online-modus genaamd "Online Weekend". In deze modus kon de Sim van de speler een Sim van een andere speler ontmoeten en daarmee interacties uitvoeren. Deze functie werd uitgeschakeld in augustus 2008.

### Draagbare spelcomputer
Bij de Game Boy Advance- en N-Gage-versie maakt de speler een Sim aan en reist hij naar Simveld (Engels: SimValley), waar de oom van het personage woont. Hier moet de speler verschillende missies en opdrachten uitvoeren om zo verder te komen in het spel.